# Znaimertor

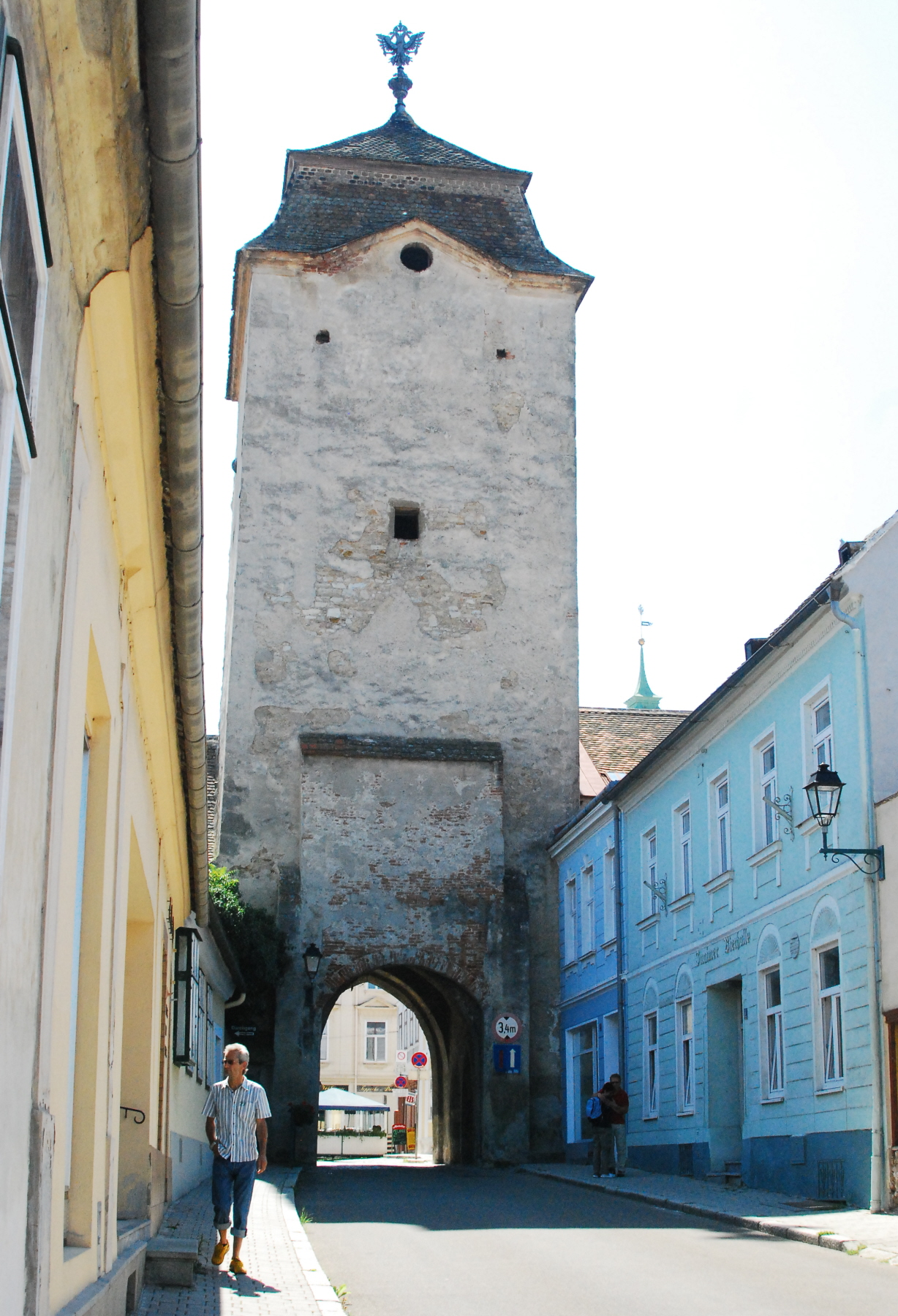
Znaimertor – Außenseite

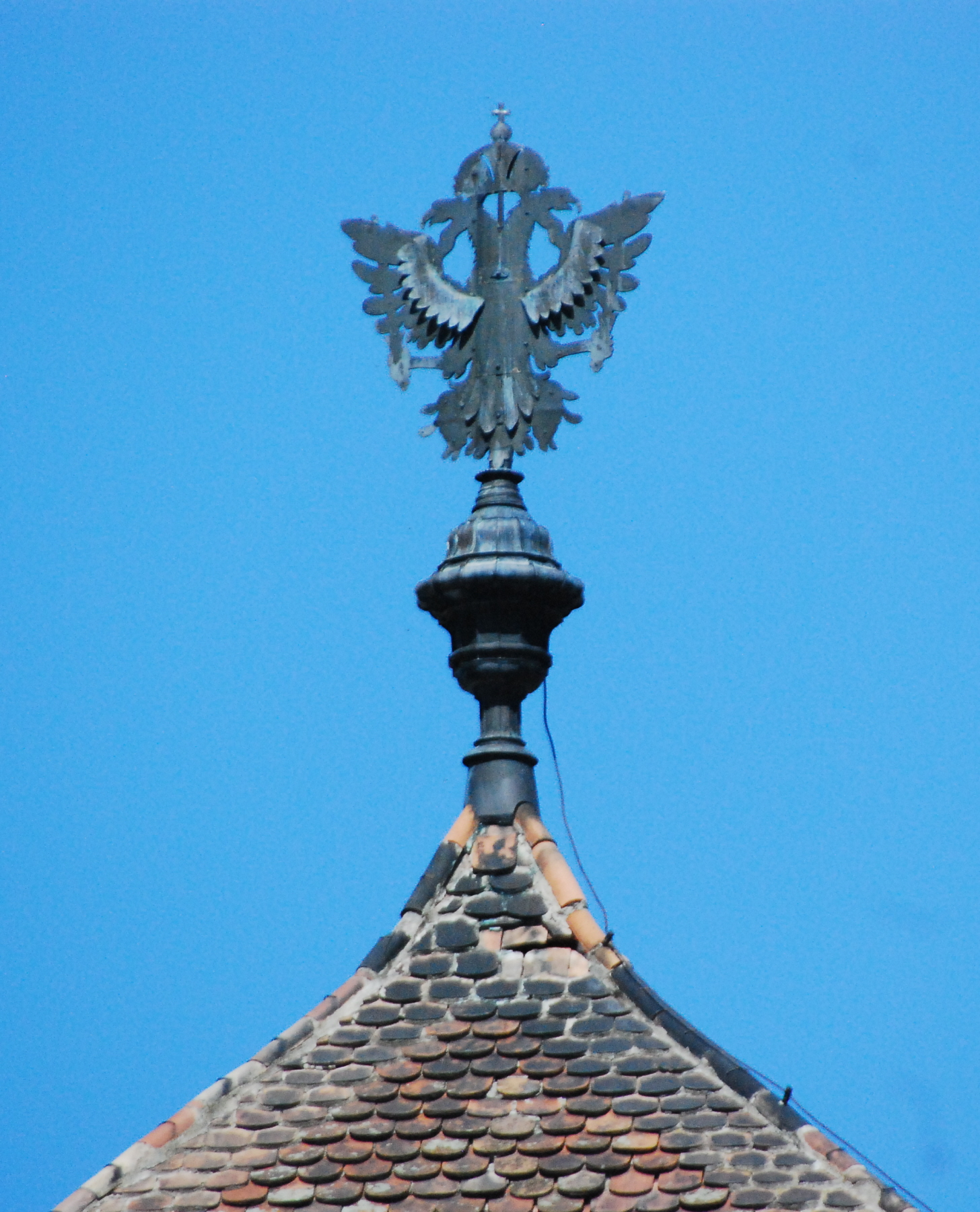
Doppeladler auf dem Znaimerturm

Das Znaimertor im Znaimerturm war gemeinsam mit dem Nalbertor eines der beiden Stadttore der Stadt Retz in Niederösterreich. Der Torbau steht unter Denkmalschutz (Listeneintrag).

## Geschichte
Die Stadt Retz wurde in unmittelbarer Nachbarschaft zu Retz-Altstadt gegründet und planmäßig angelegt. Aus der Zeit um 1300 stammen auch die beiden Stadttore im Znaimerturm und im Nalberturm.
Im Zuge des Wiederaufbaus von Retz nach der Eroberung durch die Hussiten 1425 wurden vor den Stadttoren so genannte Torwerke errichtet. Außerhalb der Stadtmauern führte die Straße vor dem Znaimertor durch einen geknickten Torgang, der durch ein Tor unterbrochen und an der Zwingermauer des Torwerks durch ein weiteres Tor gesichert war.
Im Jahr 1552 wird eine Glocke auf dem Znaimerturm erwähnt und 1553 eine Turmuhr.
Anbetracht der von den schwedischen Truppen ausgehenden Gefahr erging im Juni des Jahres 1639 der kaiserliche Befehl, die Stadt Retz in den Verteidigungszustand zu versetzen. Aus diesem Anlass wurden der Znaimer- und der Nalberturm mit Ziegeldächern ausgestattet. Das Nalbertor wurde geschlossen, das Znaimertor stellte die einzige Möglichkeit dar, die Stadt zu verlassen oder zu betreten.
Um 1730 wurde die teilweise desolate Stadtmauer ausgebessert und 1733 die Straße im Znaimertor gepflastert. Da auch der Znaimerturm baufällig war, sollte er abgetragen und durch einen kleineren Turm ersetzt werden. 1736 wurde der Turm schließlich doch saniert und mit dem Walmdach in seiner heutigen Form versehen.
Im Zuge einer 1784 durch das Kreisamt in Korneuburg durchgeführten Überprüfung der Verwaltung des städtischen Besitzes und der Waisengelder wurde bemängelt, dass das Rathaus über keine Wohnung für den Stadtschreiber und keine Räumlichkeiten für eine Stadtkanzlei verfügte. Da die Stadt aber die für den Umbau notwendigen finanziellen Mittel nicht aufbringen konnte, wollte man den Znaimer- und den Nalberturm samt dem Inhalt der dortigen Rüstkammern verkaufen. Allerdings fanden sich keine Interessenten.
Mit der Errichtung der ersten Häuser an Stelle der Stadtmauer im Bereich des Znaimerturms in den Jahren 1794 und 1795 wurde die Auflassung der Stadtbefestigung eingeleitet. Der Abbruch der äußeren Torbogen des Torwerks sowie der Grabenmauern in diesem Bereich folgte 1817. Die so freigewordenen Bauplätze wurden 1821 verbaut. Um 1840 wurden beim Znaimer- und beim Nalbertor die Torflügel entfernt, die Einhebung der Stadtmaut an den Stadttoren wurde 1870 eingestellt.
Am 15. Juli 1866 kam es vor dem Znaimertor zu einem Schusswechsel zwischen sechs österreichischen Dragonern und von Znaim her anrückenden preußischen Truppen, wobei ein Preuße getötet wurde.
Im Jahr 1878 wurde das Mauerwerk des Znaimerturms ausgebessert. Das Dach und der 170 × 145 Zentimeter große Doppeladler an der Spitze wurden erneuert. 1885 wurde beim Znaimertor ein Auslaufbrunnen als dritte Wasserentnahmestelle der neu errichteten Wasserleitung in Betrieb genommen.
1923 wurden die verbliebenen Reste der Stadtbefestigung samt dem im Besitz der Stadt verbliebenen Znaimerturm unter Denkmalschutz gestellt. 1925 wurde auf dem Turm eine Feuersirene installiert.

### Sonstiges
- Während der Pestepidemie von 1679/1680 gelobten die Bewohner von Retz-Altstadt die Errichtung einer den Pestpatronen Rochus, Sebastian und Rosalia geweihten Kapelle. Diese wurde 1681 vor dem Znaimertor errichtet. 1786 wurde sie als Folge der josephinischen Reformen gesperrt und 1788 abgebrochen.
- Vor dem Znaimertor errichtete die Herrschaft eine Richtstätte für das Schwert. Als Folge der damaligen Rechtsverhältnisse musste die Herrschaft den Stadtrat von Retz um die Erlaubnis bitten, eine zum Tod durch das Schwert verurteilte Person vom Schloss Gatterburg durch die Stadt zur Richtstätte führen zu dürfen. Die Stadt richtete später eine eigene Richtstätte für das Schwert vor dem Nalbertor ein.
- Neben dem Pranger auf dem Hauptplatz war auch das Znaimertor ein Ort, an dem Schandstrafen vollzogen wurden.